# بزلدین، بارکشر
بزلدین (به انگلیسی: Basildon) یک محله مدنی در بریتانیا است که در بارکشر غربی واقع شده‌است. بزلدین ۱۳٫۶۷ کیلومتر مربع مساحت و ۱٬۷۴۷ نفر جمعیت دارد.